# Уиннебейго-Сити (тауншип, Миннесота)
Уиннебейго-Сити (англ. Winnebago City) — тауншип в округе Фэрибо, Миннесота, США. На 2000 год его население составило 221 человек.

## География
По данным Бюро переписи населения США площадь тауншипа составляет 89,3 км², из которых 89,2 км² занимает суша, а 0,1 км² — вода (0,12 %).

## Демография
По данным переписи населения 2000 года здесь находились 221 человек, 80 домохозяйств и 63 семьи.  Плотность населения —  2,5 чел./км².  На территории тауншипа расположено 96 построек со средней плотностью 1,1 построек на один квадратный километр. Расовый состав населения: 99,10 % белых, 0,45 % азиатов и 0,45 % приходится на две или более других рас. Испанцы или латиноамериканцы любой расы составляли 0,45 % от популяции тауншипа.
Из 80 домохозяйств в 38,8 % воспитывались дети до 18 лет, в 68,8 % проживали супружеские пары, в 5,0 % проживали незамужние женщины и в 21,3 % домохозяйств проживали несемейные люди. 18,8 % домохозяйств состояли из одного человека, при том 6,3 % из — одиноких пожилых людей старше 65 лет. Средний размер домохозяйства — 2,76, а семьи — 3,06 человека.
27,6 % населения — младше 18 лет, 6,8 % — в возрасте от 18 до 24 лет, 27,1 % — от 25 до 44, 27,1 % — от 45 до 64, и 11,3 % — старше 65 лет. Средний возраст — 39 лет. На каждые 100 женщин приходилось 112,5 мужчин.  На каждые 100 женщин старше 18 приходилось 110,5 мужчин.
Средний годовой доход домохозяйства составлял 39 375 долларов, а средний годовой доход семьи —  48 333 доллара. Средний доход мужчин —  29 464  доллара, в то время как у женщин — 17 250. Доход на душу населения составил 14 458 долларов. За чертой бедности находились 7,6 % семей и 13,1 % всего населения тауншипа, из которых 7,0 % младше 18 и 12,0 % старше 65 лет.